# WASP-17 b
WASP-17b est une exoplanète de type Jupiter chaud en orbite autour de l'étoile WASP-17, située à environ 1 300 années-lumière (400 pc) du Soleil dans la constellation du Scorpion, dont la découverte a été annoncée le 11 août 2009. Il s'agit de la première planète découverte dans l'Univers ayant peut-être une orbite rétrograde. Elle possède une masse inférieure à la moitié de celle de Jupiter, pour un rayon une fois et demie à deux fois plus élevé, ce qui en ferait la planète à la plus faible masse volumique connue à ce jour.

## Découverte
L'exoplanète WASP-17b est située à environ mille années lumière de la Terre. Elle a été découverte par une équipe dirigée par David Anderson de l'Université de Keele en Angleterre, qui a observé son transit devant l'étoile-hôte WASP-17. Ces observations photométriques ont également permis d'estimer la taille de la planète. Elles ont été réalisées avec un réseau de télescopes du South African Astronomical Observatory. La planète a été nommée d'après le projet SuperWASP (Wide Angle Search for Planets), dans le cadre duquel elle a été la 17e exoplanète découverte.
Les astronomes de l'Observatoire de Genève ont pu utiliser les caractéristiques du décalage spectral de la lumière émise par l'étoile-hôte (spectroscopie Doppler) pour déterminer la masse de la planète et obtenir des indications sur son excentricité orbitale. Une étude attentive des variations du décalage spectral durant la période de transit leur a également permis de déterminer la direction de rotation de la planète.

## Propriétés particulières
WASP-17b possède un rayon de 1.5 à 2 fois égal à celui de Jupiter, et environ la moitié de sa masse. Ainsi, sa densité moyenne est comprise entre 0,08 et 0,19 g/cm3 (à comparer avec Jupiter, 1,326 g/cm3 ; et avec la Terre, 5,515 g/cm3). Cette densité inhabituellement basse pourrait être la conséquence d'une orbite excentrique et très proche de l'étoile (moins d'un septième de la distance entre Mercure et le Soleil), provoquant d'importants effets de marée. Un mécanisme similaire est à l'origine de l'intense volcanisme d'Io, satellite galiléen de Jupiter.
Il est probable que WASP-17b suive une orbite rétrograde, bien que cette conclusion ne soit pas encore certaine. L'inclinaison du plan orbital de WASP-17b par rapport au plan équatorial de WASP-17 serait de l'ordre de 149° — à ne pas confondre avec l'inclinaison sur la ligne de visée qui est, elle, de l'ordre de 87°. Ce serait alors la première planète observée à posséder cette caractéristique. Ceci a été estimé à partir de l'analyse de l'effet Rossiter-McLaughlin, qui rend compte des variations du décalage vers le rouge de la lumière émise par l'étoile-hôte dues au passage de la planète entre cette étoile et l'observateur. Une orbite opposée à la direction de rotation de l'étoile-hôte pourrait être le signe d'une interaction gravitationnelle passée ou la conséquence d'un mécanisme de Kozai en cours avec un autre corps au voisinage de l'étoile.

## Atmosphère
Du sodium,, du carbone et de l'oxygène atomiques ainsi que du potassium ont été détectés dans l'atmosphère  de cette planète.